# 親展 さだまさし10th ANNIVERSARY 八夜連続コンサート"時の流れに"ライヴ
『親展 さだまさし10th ANNIVERSARY 八夜連続コンサート"時の流れに"ライヴ』（しんてん）は、1985年5月25日にアナログLPで発売されたさだまさしのライブ・アルバムである。

## 解説
- 2枚組ライヴ・アルバムである。1982年10月7日-10月17日・24日にフェスティバルホール（大阪）、11月23日-12月2日・10日に愛知厚生年金会館および名古屋市民会館、12月14日-12月28日に東京厚生年金会館、普門館および昭和女子大学人見記念講堂にて行われたコンサート「10th ANNIVERSARY 八夜連続コンサート"時の流れに"」を抜粋・任意に選曲された10枚組ライヴ・アルバム『書簡集 10th ANNIVERSARY 八夜連続コンサート"時の流れに"ライヴ』のダイジェスト盤である。
- CD時代の到来から、初めてCD、LP両方のフォーマットで出されたアルバムである。以後、CD・LPの併売は1989年4月10日リリースのライヴ・アルバム『昭和63〜64年東京ベイNKホール「ゆく年くる年コンサート」LIVE 十五周年漂流記』まで4年間続く[1]。

## 収録曲

### DISC 1
1. 無縁坂
1983年10月7日 大阪フェスティバルホールでの収録。
2. 笑顔同封
1983年10月7日 大阪フェスティバルホールでの収録。
3. 雪の朝
1983年10月7日 大阪フェスティバルホールでの収録。
4. 女郎花
1983年10月8日 大阪フェスティバルホールでの収録。
5. 朝刊
1983年10月7日 大阪フェスティバルホールでの収録。
6. あこがれ
1983年10月8日 大阪フェスティバルホールでの収録。
7. ほおずき
1983年10月8日 大阪フェスティバルホールでの収録。
8. フレディもしくは三教街〜ロシア租界にて〜
1983年10月8日 大阪フェスティバルホールでの収録。
9. 縁切寺（with 吉田政美）
1983年10月7日 大阪フェスティバルホールでの収録。
10. 精霊流し（with 吉田政美）
1983年10月7日 大阪フェスティバルホールでの収録。

### DISC 2
1. 道化師のソネット
1983年10月24日 大阪フェスティバルホールでの収録。
2. 関白宣言
1983年12月24日 東京 普門館での収録。
3. 歳時記（ダイアリィ）
1983年12月23日 東京 普門館での収録。
4. 秋桜
1983年12月28日 東京 人見記念講堂での収録。
5. つゆのあとさき
1983年10月18日 大阪フェスティバルホールでの収録。
6. 童話作家
1983年10月12日 大阪フェスティバルホールでの収録。
7. 距離（ディスタンス）
1983年12月24日 東京 普門館での収録。
8. 黄昏迄
1983年10月24日 大阪フェスティバルホールでの収録。
9. まほろば
1983年10月24日 大阪フェスティバルホールでの収録。
10. 主人公
1983年10月24日 大阪フェスティバルホールでの収録。